# Peugeot 3008

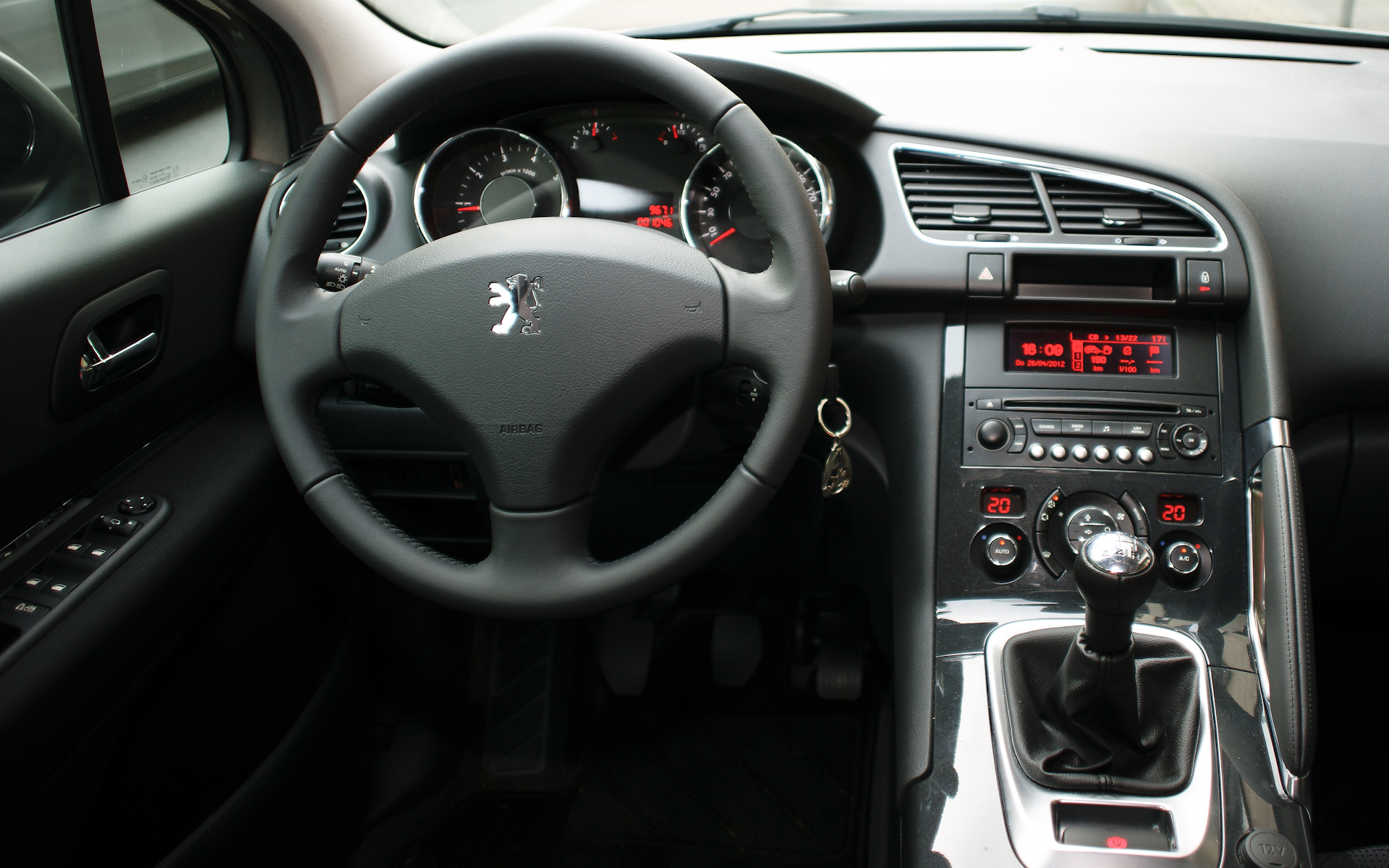
Cockpit

Peugeot 3008 — компактный кроссовер, выпускаемый под маркой Peugeot. Впервые был представлен в сентябре 2008 года на Парижском автосалоне. Выпускается в 5-местном варианте с мая 2009 года.

## Первое поколение (T84; 2007 г.)
Выпущенный в 2008 году, 3008 разделяет ту же платформу и имеет сходство с Peugeot 5008, который представляет собой трехрядный минивэн и более крупный аналог 3008. Несмотря на критику стиля, 3008 получил высокую оценку автомобильных журналов. В январе 2010 года британский автомобильный журнал What Car? наградил его «Автомобилем года» в 2010 году. Он также был удостоен награды Semperit Irish «Автомобиль года 2010 года» в Ирландии. Модель 3008 последовала за этой наградой в 2018 году, выиграв титул « Континентальный ирландский автомобиль года» .
Модели Exclusive и Allure оснащены проекционным дисплеем , который проецирует показания на небольшой экран, похожий на плексиглас, расположенный прямо перед основным ветровым стеклом перед водителем. Он также содержит предупреждение о расстоянии, которое предупреждает водителя, если он находится слишком близко к идущему впереди автомобилю. Он также отображает информацию о круиз-контроле или ограничителе скорости.

### Гибридная версия
Peugeot 3008 HYbrid4 был выпущен в феврале 2012 года и является первым в мире дизель-электрическим гибридом массового производства, в котором использовалась 6-ступенчатая автоматическая коробка передач.  Он включал единственный 2,0-литровый дизельный двигатель DW10 в линейке PSA. Двигатель DW10 имел мощность 163 л.с. (120 кВт; 161 л.с.) при 3750 об/мин и 340 Нм (251 фунт-фут) при 2000 об/мин.
Гибридный кроссовер имеет четыре различных режима работы: Auto (электроника автоматически управляет всей системой), ZEV ( полностью электрический ), режим полного привода (4WD) и спорт (более высокие обороты двигателя, чем в обычном режиме). Никель-металлогидридный (Ni/MH) аккумулятор напряжением 200 В расположен сзади.

### Двигатели
| Бензиновый двигатель    | Бензиновый двигатель | Бензиновый двигатель | Бензиновый двигатель                         | Бензиновый двигатель                  | Бензиновый двигатель             | Бензиновый двигатель        | Бензиновый двигатель                                      | Бензиновый двигатель |
| Модель                  | Двигатель            | Смещение             | Власть                                       | Крутящий момент                       | 0–100 км/ч (0–62 миль в час) (с) | Максимальная скорость       | Передача инфекции                                         | Выбросы CO 2 (г/км)  |
| ----------------------- | -------------------- | -------------------- | -------------------------------------------- | ------------------------------------- | -------------------------------- | --------------------------- | --------------------------------------------------------- | -------------------- |
| 1.2 э-ТНР 2015–2016 гг. | я3                   | 1199 куб.см          | 130 л.с. (96 кВт; 128 л.с.) при 5500 об/мин  | 230 Нм (170 фунт-фут) при 1750 об/мин | 10,8                             | 121 миль в час (195 км / ч) | 6 ступенчатая механическая                                | 123                  |
| 1.6 ВТи 2009–2016 гг.   | я4                   | 1598 куб.см          | 120 л.с. (88 кВт; 118 л.с.) при 6000 об/мин  | 160 Нм (118 фунт-фут) при 4250 об/мин | 11,8                             | 115 миль в час (185 км/ч)   | 5-ступенчатая механическая коробка передач                | 165                  |
| 1,6 л.с. 2009–2016 гг.  | я4                   | 1598 куб.см          | 156 л.с. (115 кВт; 154 л.с.) при 5800 об/мин | 240 Нм (177 фунт-фут) при 1400 об/мин | 8,9                              | 125 миль в час (201 км / ч) | 6 ступенчатая механическая                                | 167                  |
| 1,6 л.с. 2009–2016 гг.  | я4                   | 1598 куб.см          | 156 л.с. (115 кВт; 154 л.с.) при 5800 об/мин | 240 Нм (177 фунт-фут) при 1400 об/мин | 8,9                              | 125 миль в час (201 км / ч) | 6-ступенчатая автоматическая                              | 167                  |
| Дизельный двигатель     |                      |                      |                                              |                                       |                                  |                             |                                                           |                      |
| Модель                  | Двигатель            | Объём                | Мощность                                     | Крутящий момент                       | 0–100 км/ч (0–62 миль в час) (с) | Максимальная скорость       | Передача инфекции                                         | Выбросы CO 2 (г/км)  |
| HDi 110 2009–2016 гг.   | я4                   | 1560 куб.см          | 108 л.с (81 кВт) при 4000 об/мин             | 240 Нм (177 фунт-фут) при 1750 об/мин | 12.2                             | 112 миль в час (180 км / ч) | 6-ступенчатая автоматическая механическая коробка передач | 137                  |
| HDi 110 2009–2016 гг.   | я4                   | 1560 куб.см          | 108 л.с (81 кВт) при 4000 об/мин             | 240 Нм (177 фунт-фут) при 1750 об/мин | 12.2                             | 112 миль в час (180 км / ч) | 6 ступенчатая механическая                                | 137                  |
| HDи 150 2009–2016 гг.   | я4                   | 1997 куб.см.         | 148 л.с (110 кВт) при 3750 об/мин            | 340 Нм (251 фунт-фут) при 2000 об/мин | 9,8                              | 122 миль в час (196 км / ч) | 146                                                       |                      |
| HDi 163 2009–2016 гг.   | я4                   | 1997 куб.см.         | 161 л.с (120 кВт) при 3750 об/мин            | 340 Нм (251 фунт-фут) при 2000 об/мин | 10.2                             | 118 миль в час (190 км / ч) | 6-ступенчатая автоматическая                              |                      |

## Второе поколение (P84; 2016)
Второе поколение 3008 было анонсировано компанией Peugeot в мае 2016 года и впервые представлено публике на Парижском автосалоне в сентябре 2016 года. Его дизайн позволяет автомобилю вступить в конкуренцию крупным конкурентам на рынке внедорожников C-сегмента, который был заметным рынком в последние годы. Продажи второго поколения 3008 начались с 2017 модельного года, в конце 2016 года.
Он оснащен новым iCockpit от Peugeot , который представляет собой улучшенный дизайн по сравнению с нынешним iCockpit, установленным в Peugeot 208 , Peugeot 2008 и Peugeot 308 . Второе поколение было представлено 23 мая 2016 года. Особенности включают восьмидюймовый сенсорный экран на центральной консоли, 12,3-дюймовый настраиваемый проекционный дисплей и небольшое рулевое колесо, которое стало стандартным для всех текущих моделей Peugeot .
Производство началось в 2016 году, а продажи начались в январе 2017 года. С октября 2016 года по март 2017 года в Европе было сделано 100 000 заказов, половина из них была сделана людьми, не владевшими Peugeot.

### Рестайлинг 2020 года
1 сентября 2020 года был представлен фейслифтинг модели 2021 года.  Новый дизайн передней части, напоминающий дизайн New 208 и New 508, улучшенные технологии, обновленный интерьер с увеличенным сенсорным экраном и обновленными задними фонарями.

#### Гибрид
В феврале 2023 года Peugeot выпустила модель 3008 Hybrid, в которой технология мягкого гибрида снижает расход топлива до 15% по сравнению с бензиновым эквивалентом.

### Награды
В ноябре 2016 года новый 3008 был удостоен награды CarBuyer «Автомобиль года 2017», а также признан лучшим в категории внедорожников.
Журнал Diesel Car Magazine наградил 3008 общей наградой «Автомобиль года» 2017 года, а также удостоил звания « Лучший средний внедорожник» .
В марте 2017 года новый 3008 получил награду «Европейский автомобиль года 2017» по мнению жюри, состоящего из 58 автомобильных журналистов из двадцати двух европейских стран. Награда была вручена в тот же день, когда группа PSA объявила о сделке на сумму 2,3 миллиарда долларов по покупке подразделения GM Opel . Astra Opel выиграла премию «Автомобиль года» в 2016 году и получила эти две награды в течение двух лет, сказал генеральный директор Peugeot Group Жан-Филипп Импарато: «Это союз победителей».
- Европейский автомобиль года 2017
- Автомобиль года 2017 по версии CarBuyer
- Автомобиль года 2017 по версии журнала DieselCar
- Журнал DieselCar назвал лучший средний внедорожник 2017 года.

## Третье поколение (P64; 2023 г.)
Третье поколение 3008 было официально представлено 12 сентября 2023 года, продажи мягких гибридных версий начались в феврале 2024 года, а 

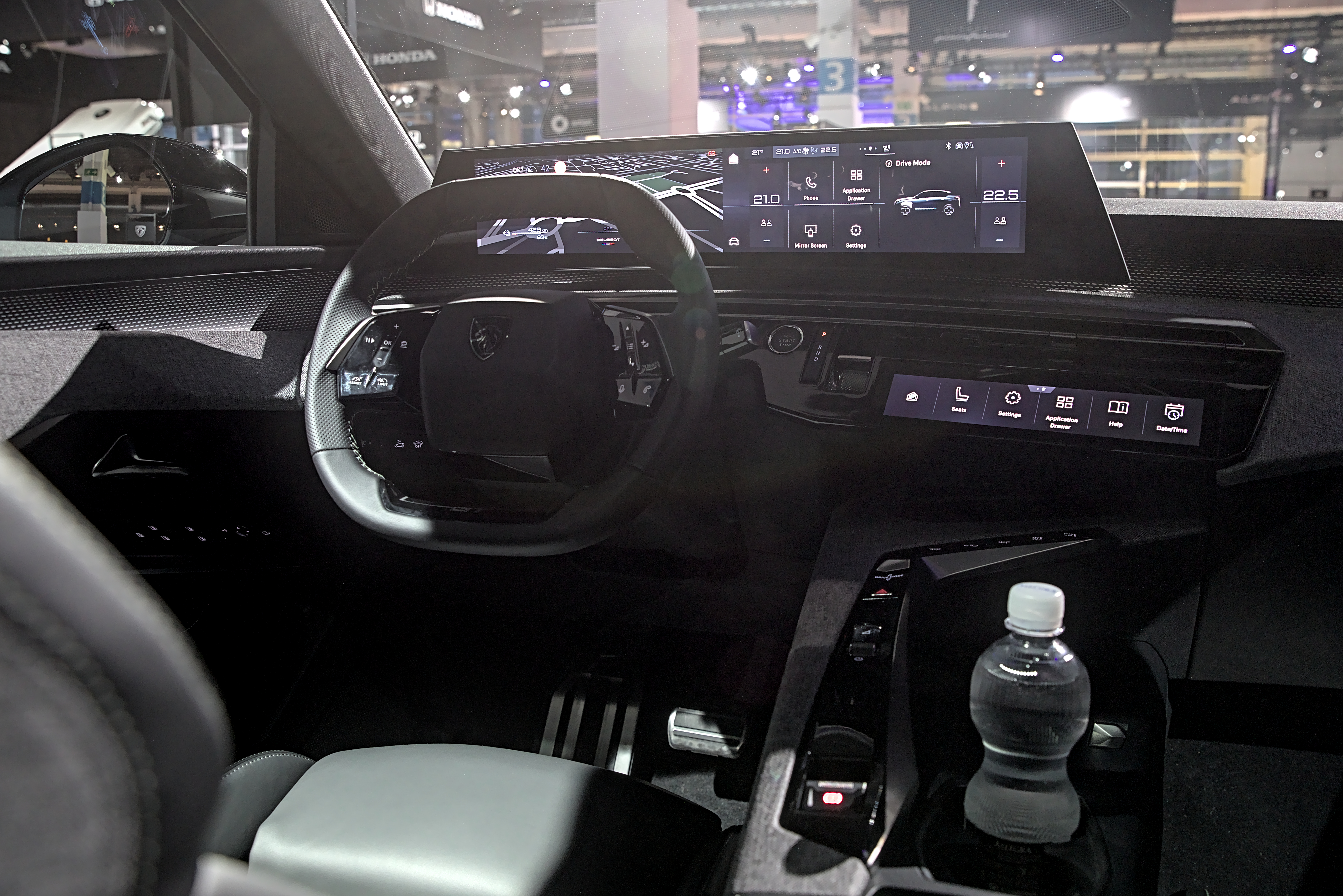
Салон

электрифицированные версии должны появиться во второй половине года. Это первый автомобиль, созданный на базе платформы Stellantis SLTA Medium. Версии e-3008 производятся исключительно на заводе PSA в Сошо вместе с аккумуляторным блоком.

### Обзор
По сравнению со своими предшественниками третье поколение 3008 превратилось в внедорожник-купе с аэродинамической формой (Cx 0,28). Фирменная подсветка бренда «Claw Effect» спереди и сзади с использованием новой светодиодной технологии Peugeot Pixel LED, увеличенный логотип на решетке радиатора и традиционный наклон автомобиля-фастбэка с плавающим спойлером, вдохновленный концепцией Quartz.
Модель 3008 — первая модель, оснащенная системой Peugeot Panoramic i-Cockpit, которая сочетает в себе изогнутый 21-дюймовый панорамный HD-экран, объединяющий проекционный дисплей, комбинацию приборов водителя и центральный сенсорный экран в единое целое. Для iToggles имеется дополнительный сенсорный экран с десятью настраиваемыми кнопками быстрого доступа на сенсорном экране. Другие элементы включают сенсорное управление на рулевом колесе с тактильным щелчком, а селектор передач был перенесен на приборную панель.

### Технические характеристики
При запуске были анонсированы три версии:
- Electric 210 : запас хода 525 км, полный привод, 210 л.с. (160 кВт), 343 Нм
- Electric 320 Dual Motor : запас хода 525 км, полный привод, 320 л.с. (240 кВт); 157 кВт (211 л.с.) – 343 Нм  спереди и 83 кВт (111 л.с.) – 166 Нм сзади
- Electric 230 Long Range : запас хода 700 км, полный привод, 230 л.с. (170 кВт), 343 Нм

## Продажи
| Год      | Европа  | Турция | Китай  | Китай  | Бразилия | Мексика |
| Год      | Европа  | Турция | 3008   | 4008   | Бразилия | Мексика |
| -------- | ------- | ------ | ------ | ------ | -------- | ------- |
| 2008 год | 153     |        |        |        |          |         |
| 2009 год | 48 711  |        |        |        |          |         |
| 2010 год | 115 528 |        |        |        | 248      |         |
| 2011 год | 115 906 |        |        |        | 2410     |         |
| 2012 год | 95 393  |        |        |        | 1381     |         |
| 2013     | 81 398  |        | 52 318 |        | 1240     |         |
| 2014 год | 78 215  |        | 67 791 |        | 767      |         |
| 2015 год | 67 079  |        | 67 501 |        | 495      |         |
| 2016 год | 75 032  |        | 44 293 | 9002   | 153      |         |
| 2017 год | 168 356 |        | 18 585 | 51 832 | 861      |         |
| 2018 год | 202 389 |        | 3719   | 31 859 | 2845     | 1017    |
| 2019 год | 194 763 |        | 2634   | 19 193 | 2368     | 1248    |
| 2020 год | 125 440 | 12 593 |        | 8,083  | 1130     | 975     |
| 2021 год | 140 015 | 9 172  | 6      | 15 168 | 671      | 1153    |
| 2022 год | 106 752 | 8 983  |        |        | 812      | 998     |
| 2023 год |         | 18 048 |        |        | 429      | 2045    |

## Безопасность
| Euro NCAP                                                       | Euro NCAP | Euro NCAP | Euro NCAP             |
| --------------------------------------------------------------- | --------- | --------- | --------------------- |
| · общий рейтинг                                                 |           |           |                       |
| 86%                                                             | 81%       | 31%       | 97%                   |
| взрослый пассажир                                               | ребёнок   | пешеход   | активная безопасность |
| Протестированная модель: Peugeot 3008 1.6HDi, левый руль (2009) |           |           |                       |

Автомобиль прошёл тест Euro NCAP в 2016 году:
| Euro NCAP                                                    | Euro NCAP | Euro NCAP | Euro NCAP             |
| ------------------------------------------------------------ | --------- | --------- | --------------------- |
| · общий рейтинг                                              |           |           |                       |
| 86%                                                          | 85%       | 67%       | 58%                   |
| взрослый пассажир                                            | ребёнок   | пешеход   | активная безопасность |
| Протестированная модель: Peugeot 3008 1,6l Hdi Active (2016) |           |           |                       |

## Продажи
С весны 2009 года Peugeot 3008 продаётся на 5 рынках Европы (Франции, Германии, Италии, Испании, Бельгии, Голландии), а с ноября 2009 года в Великобритании. За это время до конца 2009 года было продано 62 000 экземпляров. С 2010 года Peugeot 3008 продаётся также в Турции.

## Награды
Лучший автомобиль для компаний в 2009 году
В июне 2009 года немецкое издание Firmenauto и экспертная организация Dekra совместно присудили Peugeot 3008 звание Лучший автомобиль для компаний в 2009 году (Firmenauto des Jahres 2009) в категории импортируемых минивэнов. В состав жюри этого конкурса вошли 150 руководителей автопарков крупнейших компаний, работающих на рынке Германии, а также эксперты Dekra. В результате 2-дневных тестов определялся лучший автомобиль текущего года из числа 61 претендента в девяти категориях.
Auto Europa 2010
В октябре 2009 года Союз автомобильных журналистов Италии (объединяет более 200 автожурналистов Италии) (Unione Italiana dei Giornalisti dell’Automobile) наградил Peugeot 3008 престижным трофеем Auto Europa 2010. Эта награда является признанием того, что среди 19 конкурентов — новых моделей, вышедших на рынок в период с 1.9.2008 по 31.8.2009, — Peugeot 3008 получил максимальное количество баллов от авторитетного жюри конкурса за оригинальность концепции, высокий уровень технологий, стиль, соотношение цены и выгод для потребителя и другие параметры. Peugeot 3008 стал второй моделью Peugeot, получившей награду Auto Europa. Такой же престижный трофей получил Peugeot 207 в 2007 году.
AUTOREVUE AWARD 2009
В ноябре 2009 года австрийский журнал Autorevue наградил Peugeot 3008 титулом Autorevue Award 2009 в классе минивэнов. Среди претендентов на этот приз в этом году были Toyota Corolla Verso, Renault Scénic, Citroën C3 Picasso, Kia Soul и Renault Kangoo Bebop. Эта награда присуждена редакцией журнала Autorevue в результате голосования среди 25 000 читателей, которые выбирали лучшую модель среди 46 автомобилей в семи разных категориях.
Car of The Year 2010 (номинант)
В ноябре 2009 года Peugeot 3008 вошёл в число номинантов ежегодного конкурса Автомобиль года в Европе 2010 (Car of The Year 2010).
Автомобиль года 2010 в Великобритании
В январе 2010 года Peugeot 3008 признан автомобилем года 2010 в Великобритании по версии авторитетного журнала What Car?. Это же издание признало Peugeot 3008 лучшим в категории Кроссовер (среди других номинантов этой категории были такие новинки 2009 года, как Skoda Yeti, Volvo XC60). Peugeot 3008 стал пятой моделью компании Peugeot, признанной автомобилем года редакторами журнала What Car?. В своё время этот титул получали Peugeot 406 в 1996 году, Peugeot 306 в 1994-м, Peugeot 205 в 1984-м и Peugeot 305 в 1979 году.
Европейский автомобиль 2017
Итоги конкурса, который проводится с 1963 года по традиции были подведены накануне открытия Женевского автосалона и вскоре после того, как было объявлено, что французский концерн PSA Peugeot-Citroen покупает у  американской GM подразделение Opel/Vauxhall, чей автомобиль Opel Astra победил в прошлом году.